# Francis William Pierce
Francis William Pierce (Belfast, Irlanda del Nord 21 de setembre 1915 - 19 de juliol de 1999) fou un hispanista irlandès.
Estudià amb Ignasi González i Llubera a Belfast i amb Federico de Onís Sánchez a Nova York. Fou professor de castellà a Liverpool (1939-40), al Trinity College de Dublín (1940-45) i a Sheffield (1953-80). És especialista en la literatura dels segles XV-XVII a la península Ibèrica. Participà en la fundació de l'Anglo-Catalan Society, de la qual fou el primer president (1955-1957). Fou també president de l'Association of Hispanists of Great Britain and Ireland (1971-1973) i de l'Asociación Internacional de Hispanistas.
A més de breus estudis sobre Tirant lo Blanc, és autor de The Heroic Poem of the Spanish Golden Age (1947), d'una edició crítica de Luis de Camões: Os Lusíadas (1973), uns estudis crítics sobre Amadís de Gaula (1976) i altres sobre Diego de Hojeda, Bernardo de Balbuena, Alonso de Ercilla i Miguel de Cervantes.